# Hasso von Wedel
Hasso  Eduard Achaz von Wedel (20 de noviembre de 1898, Imperio alemán - Alemania occidental, 3 de enero de 1961) fue un general alemán que comandó las tropas de propaganda de la Wehrmacht durante la Segunda Guerra Mundial. Estaba directamente subordinado al jefe del personal de operaciones de OKW (Wehrmachtführungsstab, WFSt.), General Alfred Jodl. El Departamento de Propaganda de Wedel tenía control sobre las unidades de propaganda y sirvió para mediar entre ellas y el Ministerio de Propaganda del Reich de Joseph Goebbels.

## Biografía

### Posguerra
Después de la capitulación de Alemania nazi, Wedel fue hecho prisionero por las tropas estadounidenses el 6 de mayo de 1945 y puesto en libertad el 18 de mayo de 1946. Wedel describió su experiencia en la  propaganda de guerra en un informe de disculpa escrito entre 1957 y 1958 y publicado después de su muerte bajo el título Die Propagandatruppen der Deutschen Wehrmacht ("Las tropas de propaganda de la Wehrmacht"). Por ejemplo, describió las relaciones entre la Wehrmacht y las organizaciones de propaganda civil como supuestamente problemáticas, mientras cooperaron con éxito y eficacia durante toda la guerra.

## Libros escritos (en alemán)
Wedel y Alfred Ingemar Berndt fueron editores de Deutschland im Kampf, una serie de libros, 43 volúmenes, casi 10.000 páginas, que cubren todas las batallas en las que participaron el ejército alemán, Kriegsmarine y Luftwaffe, desde la invasión de Polonia en septiembre de 1939 hasta mediados de 1944.
- Schießtechnik und Taktik des einzelnen f. MG en 26 Kampfaufgaben mit Lösungen. Berlín 1928
- Zwanzig Jahre deutsche Wehrmacht. Berlín 1939
- Der Kampf im Westen. München: Raumbild-Verlag Otto Schönstein, 1940. OCLC   15749886
- Der Feldherr Adolf Hitler y Sena Marschälle . Leipzig 1941
- Die Propagandatruppen der Deutschen Wehrmacht. Hrsg. von Hermann Teske. Neckargemünd 1962
- Alemania en guerra (Deutschland im Kampf) (Otto Stollberg, Berlín 1939-1944). Alfred Ingemar Berndt y Hasso von Wedel, editores.
- Educación de defensa y educación popular (Wehrerziehung und Volkserziehung) Hanseatische Verlagsanstalt Hamburgo 1938